# 佐藤英明 (動物学者)
佐藤 英明（さとう えいめい、1948年4月14日 - ）は、日本の動物学者、畜産学者。独立行政法人家畜改良センター理事長。東北大学名誉教授。スウェーデン王立農学アカデミー (The Royal Swedish Academy of Agricuture and Forestry) 外国人会員。専門は畜産学。

## 人物
京都大学卒。ロックフェラー財団特別博士研究員としてロックフェラー大学に留学。ソ連科学アカデミー客員研究員、京都大学助教授、東京大学助教授、東北大学教授、東北大学ディステングイッシュトプロフェサーなどを務める。紫綬褒章、日本学士院賞、河北文化賞などを受賞している。

## 経歴
- 1971年 - 京都大学農学部卒業
- 1974年
  - 京都大学大学院農学研究科博士課程中退
  - 京都大学農学部助手
- 1982年～1984年 - ロックフェラー大学博士研究員
- 1988年 - 京都大学農学部助教授
- 1991年 - ソ連科学アカデミー客員研究員
- 1992年 - 東京大学医科学研究所助教授
- 1996年 - ローマ大学客員研究員
- 1997年 - 東北大学大学院農学研究科教授
- 2005年～2008年 - 東北大学先進医工学研究機構教授（兼任）
- 2008年 - 東北大学ディステングイッシュトプロフェサー
- 2011年 - スウェーデン王立農学アカデミー (The Royal Swedish Academy of Agricuture and Forestry) 外国人会員
- 2013年
  - 東北大学名誉教授
  - 独立行政法人家畜改良センター理事長

## 受賞歴
- 1991年 - 日本畜産学会賞
- 2005年 - 日本農学賞受賞
- 2006年 - アジア大洋州畜産学会賞
- 2009年 - 紫綬褒章
- 2010年 - 東北大学総長教育賞
- 2012年 - 河北文化賞
- 2013年 - 日本学士院賞、東北大学総長特別賞
- 2025年 - 瑞宝中綬章[1][2]

## 学会等活動
- 2001年～2003年 - Journal of Reproduction and Development編集委員長
- 2003年～2006年 - 日本繁殖生物学会理事長
- 2006年～2010年 - 日本受精着床学会理事長
- 2007年～2009年 - 日本畜産学会理事長
- 2009年～2013年 - The Open Anatomy Journal(Bentham Science)編集長
- 2010年～2013年 - 日本生殖再生医学会副理事長
- 2011年～2017年 - 日本学術会議会員

## 著書
- 編集
  - 卵子研究法、養賢堂、2001年
  - 動物発生工学、朝倉書店、2002年
  - 動物生殖学、朝倉書店、2003年
  - 新動物生殖学、朝倉書店、2011年
  - 卵子学、京都大学学術出版会、2011年
  - 哺乳動物の発生工学、朝倉書店、2014年
- 単書
  - アニマルテクノロジー、東京大学出版会、2003年
  - 哺乳類の卵細胞、朝倉書店、2004年
  - 畜産学の視点－畜産学の立脚点を考える、畜産技術協会、2009年